# Soju (drag queen)
Soju es el antiguo nombre artístico de Tony Hyunsoo Ha, una drag queen surcoreana-estadounidense retirada, cantante y personalidad de televisión/YouTube. Soju es conocida sobre todo por sus críticas en línea del reality show RuPaul's Drag Race, hasta que fue elegida para la undécima temporada del programa.

## Primeros años
Ha nació el 12 de mayo de 1991 en Seúl, Corea del Sur. Su familia se trasladó a Cedar Rapids, Iowa, cuando él tenía diez años, debido al pasado militar de su padre. Salió del armario como gay cuando tenía 21 años y su madre drag es Kahmora Hall. El nombre original de Ha como drag era Soju Love, pero más tarde lo acortó a simplemente Soju, tomado de la bebida del mismo nombre.

## Carrera
Fuera de drag, Ha es propietario de una academia de taekwondo.
Soju fue anunciada como una de las quince concursantes de la undécima temporada de RuPaul's Drag Race el 24 de enero de 2019. Fue eliminada en el primer episodio después de hacerlo mal en el desafío de costura y perder un lip sync de "The Best of Both Worlds" de Hannah Montana contra Kahanna Montrese. Una conversación entre Soju y los jueces sobre un quiste se convirtió en un meme viral dentro del fandom de Drag Race.
Tras la undécima temporada, el YouTuber Miles Jai se convirtió en el copresentador de la tercera temporada de Shot with Soju. La comediante Margaret Cho apareció en el primer episodio de la temporada en marzo de 2019. Soju es una de las fundadoras e intérpretes del espectáculo drag itinerante LGBTQ+ K-Pop Seoul Train Party. Apareció en el vídeo musical de la canción "Juice" de Lizzo el 17 de abril de 2019.

### Música
Soju lanzó su primer sencillo "So Juicy" con un video musical el 11 de enero de 2018. Su segundo sencillo, "K-Pop Idol Reject" con Edward Avila fue lanzado el 6 de noviembre de 2018. En una entrevista con Billboard, Soju declaró: "Queremos traer más extranjeros, queremos ver gente queer en el K-pop. Está cambiando lentamente: la industria es muy conservadora y de la vieja escuela, por lo que les llevará un tiempo cambiar. Pero está ocurriendo".

## Vida personal
Soju vive en Chicago desde 2017. El 21 de enero de 2021, Soju fue acusada de agresión sexual. El 9 de marzo de 2021, Soju anunció que había dejado el drag para centrarse en su salud mental y que no volvería. En 2022, Soju volvió a Instagram y se ha negado a responder a las preguntas sobre estas acusaciones.

## Filmografía

### Televisión
| Año  | Título                       | Papel      | Notas                            |
| ---- | ---------------------------- | ---------- | -------------------------------- |
| 2018 | How Far Is Tattoo Far?       | Ella misma |                                  |
| 2019 | RuPaul's Drag Race           | Ella misma | Concursante (Decimoquitno lugar) |
| 2019 | RuPaul's Drag Race: Untucked | Ella misma |                                  |

### Vídeos musicales
| Año  | Título              | Artista |
| ---- | ------------------- | ------- |
| 2018 | "So Juicy"          | Soju    |
| 2018 | "K-Pop Idol Reject" | Soju    |
| 2019 | "Juice"             | Lizzo   |

### Series web
| Año     | Título              | Papel      |
| ------- | ------------------- | ---------- |
| 2016-19 | Shot with Soju      | Anfitriona |
| 2018    | Cosmo Queens        | Ella misma |
| 2019    | Whatcha Packin'     | Ella misma |
| 2020    | Silky's Snack Shack | Ella misma |

## Discografía

### Sencillos
| Título                              | Año  |
| ----------------------------------- | ---- |
| "So Juicy"[cita requerida]          | 2018 |
| "K-Pop Idol Reject"[cita requerida] | 2018 |